# Mister Zero
Mister Zero ist ein strategisches Brettspiel von Wilfried Bauer und Rudolf Schweiker, das 1985 bei dem Verlag dacapo Spiele erschien. Im gleichen Jahr wurde es in die Auswahlliste zum Spiel des Jahres aufgenommen.

## Hintergrund und Spielmaterial
Mister Zero ist ein strategisches Brettspiel, das auf einem abstrakten Spielplan mit dreizehn durch Linien miteinander verbundenen Punkten und jeweils 10 Zahlenchips in zwei Farben, rot und grün, sowie einer schwarzen Spielfigur („Mister Zero“) gespielt wird. Die Aufgabe der Spieler ist es, durch geschicktes Platzieren ihrer Chips den Mister Zero so zu steuern, dass er möglichst viele eigene Chips einsammelt und damit Punkte verteilt.

## Spielweise

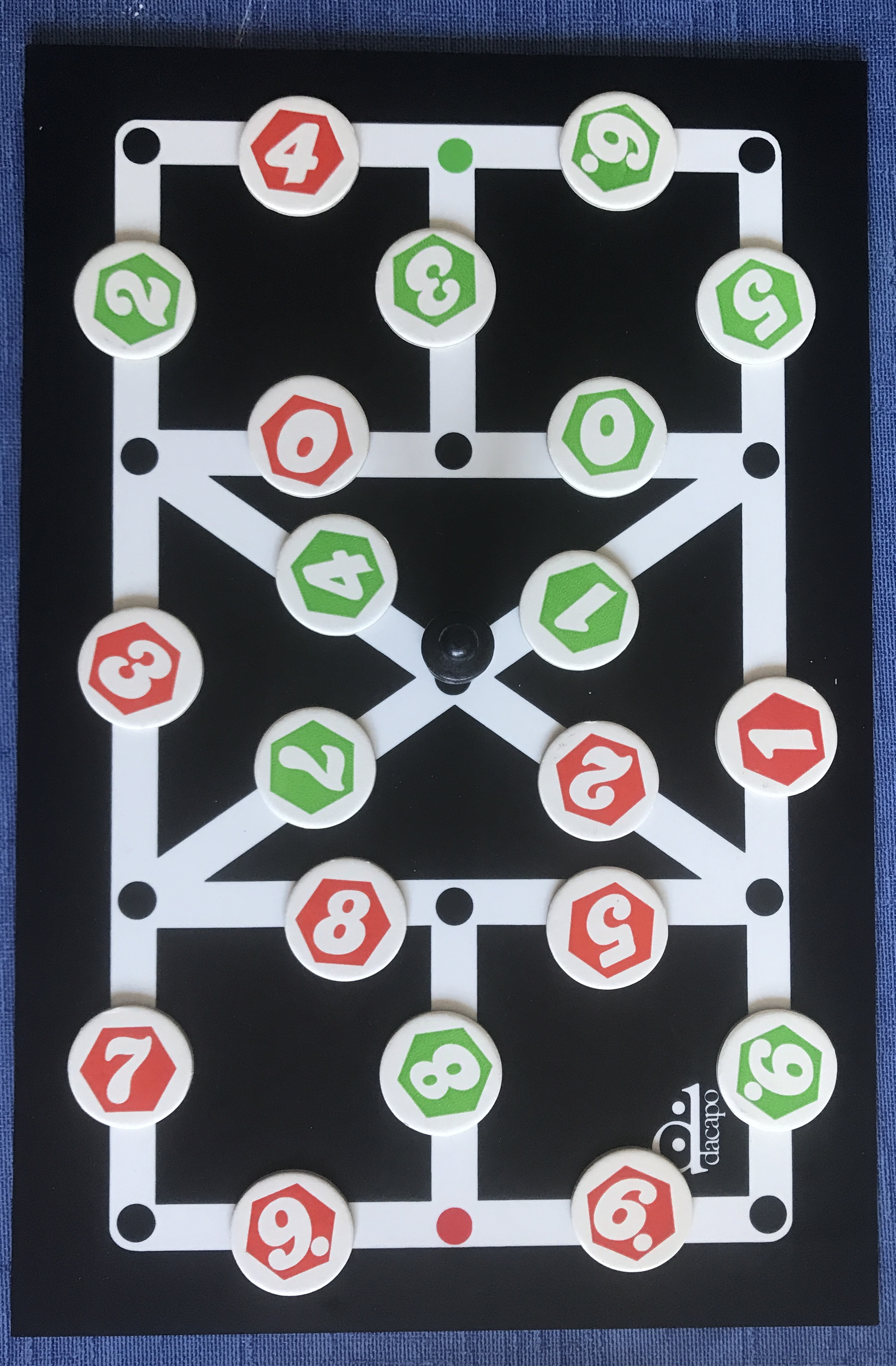
Mister Zero, Brettspiel

Der Spielplan wird in die Mitte des Spielfeldes gestellt und die Spieler losen aus, wer welche Farbe und damit welche Zahlenchips bekommt. Spielen vier Spieler mit, bilden jeweils zwei Spieler ein Team, wobei je ein Spieler die geraden und ein Spieler die ungeraden Zahlenchips erhält. Die schwarze Spielfigur wird auf den Punkt in die Mitte des Spielplans gestellt.
Gespielt wird das Spiel in zwei Phasen. In der ersten Phase legen die Spieler ihre Zahlenchips auf das Spielfeld, in der zweiten Phase bewegt sich Mister Zero entlang der jeweils niedrigsten Ziffernchips über das Spielfeld.
In der ersten Phase setzen die Spieler oder Teams abwechselnd jeweils einen Chip mit der Ziffernseite nach oben auf die Verbindungslinien zwischen den Punkten. Der rote Spieler beginnt das Spiel und platziert zuerst einen seiner Zahlenchips, wobei ihm freigestellt ist, wo er ihn ablegt. Dabei dürfen die Spieler frei wählen, wo sie ihre Zahlen ablegen, bei den Stegen zum Startpunkt von Mister Zero darf jedoch die niedrigste Ziffer nur von einem Spieler platziert werden. Kann ein Spieler zum Ende der Platzierungsphase seinen Chip nicht mehr regelkonform setzen, weil er der niedrigsten Ziffer des Gegners im Zentrum entspricht, muss er ihn verdeckt auf einer der Linien ablegen. Dieser Chip bestimmt später den ersten Schritt von Mister Zero, sollte der Gegner nicht noch einen niedrigeren Chip auf einer der verbleibenden Linien ablegen. Die Null darf jederzeit als zweiter Chip umgedreht in die Mitte gelegt werden.
Sind alle Chips gelegt, beginnt Mister Zero seine Reise von Punkt zu Punkt. Er startet vom Mittelpunkt des Spielbretts und folgt immer der Linie, auf der der jeweils der Chip mit der niedrigsten Ziffer liegt. Alle Chips, über die er zieht, werden umgedreht, wodurch die jeweilige Brücke gesperrt wird. Kommt Mister Zero an einen Punkt, von dem zwei gleiche Ziffern weiterführen, wählt er jeweils den aus seiner vorhergehenden Bewegung betrachtet im Uhrzeigersinn weiter rechts liegenden Weg. Kommt Mister Zero auf eines der beiden Farbenfelder, nimmt der entsprechende Spieler alle umgedrehten Chips seiner Farbe vom Brett. Kommt Mister Zero nicht weiter, endet das Spiel und die Partei mit den meisten abgelieferten Chips gewinnt das Spiel.

## Ausgaben und Rezeption
Mister Zero wurde von Wilfried Bauer und Rudolf Schweiker entwickelt und erschien 1985 bei dacapo Spiele in Schöntal.
Im gleichen Jahr wurde es in die Auswahlliste zum Spiel des Jahres aufgenommen. Die Jury begründet die Aufnahme wie folgt:

„Neue Spielideen sind schwer zu finden und daher selten. Mit MISTER ZERO ist eine solche originelle, dazu noch leicht erlernbare und schnell spielbare Idee geglückt.“

## Belege
1. 1 2 3 4 5   Offizielle Spielregeln für Mister Zero, dacapo Spiele 1985.
2. ↑  Versionen von Mister Zero in der Spieledatenbank BoardGameGeek (englisch); abgerufen am 11. Februar 2020
3. 1 2  Mister Zero auf der Website des Spiel des Jahres e.V.; abgerufen am 11. Februar 2020.